# Joan Call Bonet
Joan Call Bonet, conegut com a Call, (Barcelona, setembre de 1914 - Tolosa, (Llenguadoc, Occitània) el 21 de maig de 2002) va ser un mestre i un destacat il·lustrador i dibuixant satíric, i també militant anarquista, que va treballar principalment per al diari La Dépêche du Midi.

## Biografia
Nascut en una família de classe treballadora, va estudiar a l' Escola Normal de Barcelona. A Gironella (Berguedà) fou mestre racionalista en una escola depenent de la Generalitat de Catalunya i s'uní sentimentalment a Palmira Viladomiu, filla del destacat militant anarcosindicalista Josep Viladomiu Viñoles. Durant la guerra civil es va unir a les files republicanes i antifranquistes i lluità en la «Columna Durruti» i amb la militarització de les milícies ensenyà dibuix a l'Escola de la 26 Divisió, amb seu a Prats.
En 1939, es va veure obligat a exiliar-se i es va refugiar a França. Va ser internat per primera vegada en el camp de Camp d'internament de Vernet d'Arièja abans de ser-li concedit l'estatut de refugiat polític. El que fou exfutbolista del FC Barcelona, es va convertir també en l'amfitrió del club de Lusenac, a prop de Vernet. Aconseguí reunir-se amb la família Viladomiu a Pàmies (Llenguadoc, Occitània) on treballà en el metall. Després s'instal·là a Acs. En 1945, entra en contacte amb altres il·lustradors amb qui col·labora en publicacions com, per exemple, el setmanari Cenit. En 1947 a Tolosa fou delegat d'Acs al II Congrés del Moviment Llibertari Espanyol (MLE). S'establí a Tolosa, i malgrat el seu origen professional com a mestre, ben aviat va desenvolupar la seva faceta com a artista amateur, fins a esdevenir un distingit dibuixant publicitari. Les seves habilitats de dibuixant, li van portar a col·laborar amb la premsa anarquista i li serviren en 1954 per a ser contractat pel diari de Tolosa La Dépêche du Midi, el diari més important del sur de França en aquell moment. En aquest diari va exercir durant dècades com a dibuixant i il·lustrador fins a 1979. Mentrestant, romangué en contacte amb altres compatriotes seus, també artistes exiliats, com Carlos Pradal, Joaquim Vicens Gironella, Manuel Camps Vicens, Francesc Prats Forcadell o Hilarión Brugarolas. Call també s'implicà i treballà a Espoir, el periòdic de la CNT (Confederació Nacional del Treball), que liderà un procés en l'educació i la cultura amb l'esperança d'una recuperació dels valors anteriors al règim del feixisme.
Call és l'autor de nombrosos cartells, entre els quals destaca el cartell de l'Expositión des artistes espagnols el 1958 al Palau de les Arts de Tolosa. Les seves il·lustracions es poden trobar en nombroses publicacions llibertàries, com Espoir, El Frente, Ruta, Solidaridad Obrera, Umbral, etc., i en portades de diverses revistes i llibres. El 1988, amb l'aplicació de l'amnistia, va ser reintegrat en el Cos de Professor d'EGB com antic funcionari de la Generalitat de Catalunya. En 2010 la seva obra es pogué veure en l'exposició antològica Toulouse et les artistes espagnols de l'exil celebrada a Tolosa.